# Protaetia hammondi
Protaetia hammondi är en skalbaggsart som beskrevs av Legrand 2008. Protaetia hammondi ingår i släktet Protaetia och familjen Cetoniidae. Inga underarter finns listade i Catalogue of Life.